# Strath Allan
Strath Allan är en dal i Storbritannien.   Den ligger i riksdelen Skottland, i den norra delen av landet, 600 km norr om huvudstaden London.